# Sanremo Giovani 1993
La prima edizione televisiva del concorso Sanremo Giovani si è svolta al Teatro Ariston di Sanremo dal 10 al 12 novembre 1993, presentata da Pippo Baudo. Tre prime serate su Rai1, l'ultima delle quali venne vinta dall'allora esordiente Giorgia, presentatasi con la canzone Nasceremo.

## Classifica, canzone e cantanti

### Finaliste

#### Prima serata
- Io per lui - Antonella Arancio
- Voce 'e notte - Francesca Schiavo
- Buttami via - Danilo Amerio
- Un motivo maledetto - Irene Grandi
- Banane e lampone - Franz Campi
- Fuite - Baraonna

#### Seconda serata
- Miserere - Andrea Bocelli
- Avrai - Valeria Visconti
- Siamo noi quelli sbagliati - Lighea
- Cosa ha fatto Rosa - Daniela Colace
- La voce degli ubriachi - Giò Di Tonno
- Merlino - Paola Angeli

#### Terza serata
- Come si cambia - Silvia Cecchetti
- E la musica va - Simona D'Alessio
- Nasceremo - Giorgia
- L'anima - Paideja
- I tuoi abbracci - Joe Barbieri
- Dietro la porta - Daniele Fossati

### Non finaliste

#### Prima serata
- Ci vorrebbe il mare - Nicola Napolitano
- Ma che freddo fa - Giada
- Davanti al mare - Michele Stile
- Pumpa la musica - Farinei d'la brigna
- Nostalgie - Marco Pietraggi
- L'Italia capovolta - Renato Salvetti
- La felicità - Enrico Lisei
- Dimmelo - Cattivi Pensieri

#### Seconda serata
- Ma dove - Libera
- Ancora - Serenella Occhipinti
- Camminando - Bestaff
- Noi non siamo James Dean - Fred and Jody
- Puntuale come un treno - Stefano Pieroni
- Animale - Luigi Schiavone
- Maledetto Raffaele - Carlo Faiello
- Mastroianni - Pino Massara

#### Terza serata
- Ti sento - Stefano Bozzetti
- Almeno tu nell'universo - Vincenzo Di Toma
- Navigando - Arialdo Cori
- Voglio un angelo - Valentina Gautier
- Quando - Margherita
- Vai a lavorare - Jolly Rockers
- In caduta libera dall'ottavo piano - Carlo Fava
- Capitolo due - Toni Melillo

## Regolamento
Partecipano 12 interpreti e 30 tra cantautori e gruppi. I primi 6 interpreti ed i primi 12 cantautori e gruppi classificati vengono ammessi al Festival di Sanremo 1994.

## Orchestra
Della Rai.

## Organizzazione
Rai